# Ronquières Festival
Ronquières Festival is een Belgisch festival dat jaarlijks plaatsvindt in Ronquières. Per dag kunnen tot 15.000 mensen het festival komen bezoeken. Het festival duurt twee dagen, drie dagen sinds 2022 en biedt zowel nationale als internationale toppers. Er zijn drie podia: Colline, Tribord en Babord Club.

## Programma
- 2012: Soprano, Metronomy, Ozark Henry, Triggerfinger, Milow, Absynthe Minded, Skip the Use etc.
- 2013: Mika, Archive, SX, Arno, Saule, Suarez etc.
- 2014: James Blunt, Woodkid, Puggy, Hooverphonic, Bastian Baker, Admiral Freebee, School is Cool, Intergalactic Lovers etc.
- 2015: dEUS, Dotan, Balthazar, Charlie Winston, Christophe Willem etc.
- 2016: Milky Chance, Selah Sue, Balthazar, Matt Simons, Zazie etc.
- 2017: Tom Odell, Air, Archive, House of Pain, LP, Julien Doré, Henri PFR[1] etc.
- 2018: Asaf Avidan, Henri PFR, Loïc Nottet, Girls in Hawaii, Passenger, Lily Allen, Triggerfinger, Tamino etc.
- 2019: 2manydjs, Typh Barrow, Bigflo & Oli, Clara Luciani, Hooverphonic, Novastar etc.
- 2021: Black Box Revelation, Måneskin, The Magician, Roméo Elvis, Charles, L’Impératrice, 47TER, Ico etc.